# Espineta de l'illa de Rennell
L'espineta de l'illa de Rennell (Gerygone citrina) és una espècie d'ocell de la família dels acantízids (Acanthizidae) que habita boscos i vegetació secundària a l'illa de Rennell, a Melanèsia.

## Taxonomia
Ha estat considerada una subespècie de Gerygone flavolateralis de la que va ser separada arran Dutson 2011